# Walckenaeria obtusa
Walckenaeria obtusa este o specie de păianjeni din genul Walckenaeria, familia Linyphiidae, descrisă de Blackwall, 1836. Conform Catalogue of Life specia Walckenaeria obtusa nu are subspecii cunoscute.